# マイレージサービス一覧
マイレージサービス一覧は、航空会社の ポイントプログラム 一覧である。

## 北米

### カナダ
- エア・カナダ – Aeroplan & Altitude
- エア・カナダ・エクスプレス – Aeroplan & Altitude
- エア・カナダ ルージュ – Aeroplan & Altitude
- Air Creebec – Aeroplan
- エアイヌイット – Isaruuk Rewards
- ベアスキン航空 – Aeroplan
- Calm Air  – Aeroplan
- Canadian North  – Aurora Rewards
- First Air – Aeroplan
- ポーター航空 – VIPorter
- ウエストジェット航空 – WestJet Rewards

### メキシコ
- アエロマール – クラブプレミア & MileagePlus
- アエロメヒコ航空 – クラブプレミア
- Aeroméxico Connect – プレミアクラブ
- インテルジェット – Club Interjet

### アメリカ合衆国
- アラスカ航空 – マイレージプラン
- アメリカン航空 – AAdvantage
- アメリカン航空シャトル – AAdvantage
- アメリカン-イーグル – AAdvantage
- ケープエアー – AAdvantage & マイレージプラン & MileagePlus & スカイマイル
- デルタ航空 – スカイマイル
- デルタ・コネクション – スカイマイル
- デルタシャトル – スカイマイル
- フロンティア航空 – EarlyReturns
- グレイトレイクス航空 – MileagePlus & スカイマイル
- ハワイアン航空 – HawaiianMiles
- アイランドエアー – Island Miles
- ジェットブルー航空 – TrueBlue
- シルバー・エアウェイズ – MileagePlus & TrueBlue
- サウスウエスト航空 – Rapid Rewards
- スピリット航空 – FREE SPIRIT
- Sun Country Airlines – Ufly Rewards Plus
- ユナイテッド航空 – MileagePlus
- ユナイテッド・エクスプレス – MileagePlus

## 中米・カリブ地域

### バハマ
- バハマスエア –BahamasAir Flyer

### ケイマン諸島
- ケイマン航空 –Sir Turtle Rewards

### コスタリカ
- Avianca Costa Rica – LifeMiles
- Sansa Airlines – LifeMiles

### エルサルバドル
- アビアンカ・エルサルバドル – LifeMiles

### グアドループ
- エア・カライベス – Préférence

### グアテマラ
- Avianca Guatemala – LifeMiles

### ホンジュラス
- Avianca Honduras – LifeMiles

### ジャマイカ
- エア・ジャマイカ –7th Heaven

### パナマ
- コパ航空 – ConnectMiles

### プエルトリコ
- Seaborne Airlines –Airmiles

### トリニダード・トバゴ
- カリビアン航空 – カリブマイル

## 南米

### アルゼンチン
- アルゼンチン航空 – Aerolíneas Plus
- アウストラル航空 – Aerolíneas Plus
- LATAM アルヘンティナ – LATAM Pass

### ブラジル
- アズールブラジル航空 – TudoAzul
- Avianca Brazil  – Amigo
- LATAM ブラジル – LATAM Pass
- ゴル航空 – Smiles

### チリ
- LATAM チリ – LATAM Pass
- LATAM Express – LATAM Pass

### コロンビア
- アビアンカ航空 – LifeMiles
- コパ航空会社コロンビア – ConnectMiles
- LATAM Colombia – LATAM Pass

### エクアドル
- Aviancaエクアドル – LifeMiles
- LATAM Ecuador  – LATAM Pass
- TAME航空 - TAME Millas

### パラグアイ
- LATAM Paraguay – LATAM Pass

### ペルー
- Avianca Perú – LifeMiles
- LATAM Perú – LATAM Pass

### ベネズエラ
- Aeropostal – Aeropass
- Aserca Airlines – Privilege
- アビオール・エアラインズ –Avior Plus

## 欧州

### オーストリア
- オーストリア航空 – Miles & More

### ベラルーシ
- ベラヴィア –Leader

### ベルギー
- ブリュッセル航空 – Miles & More

### ブルガリア
- ブルガリア航空 –Fly More

### クロアチア
- クロアチア航空 – Miles & More

### チェコ
- チェコ航空 –OK Plus

### デンマーク
- スカンジナビア航空 – EuroBonus
- Sun Air – エグゼクティブクラブ

### エストニア
- Nordica Airlines  - Miles&More

### フェロー諸島
- アトランティック・エアウェイズ -Eurobonus

### フィンランド
- フィンエアー –フィンエアープラス

### フランス
- エーグル・アズール – AzurPlus
- エール・コルシカ – Flying Blue
- エールフランス – Flying Blue
- Chalair Aviation – Flying Blue
- コルセール・インターナショナル – クラブコルセア
- オップ! – Flying Blue
- Open Skies – エグゼクティブクラブ
- ツインジェット – Flying Blue
- Wijet – Flying Blue

### ドイツ
- コンドル航空 – Miles & More
- ユーロウイングス – Miles & More
- ジャーマンウイングス –  Boomerang Club  & Miles & More
- ルフトハンザドイツ航空 – Miles & More
- ルフトハンザ・シティーライン – Miles & More
- ルフトハンザ・リージョナル – Miles & More

### ギリシャ
- エーゲ航空 – Miles+Bonus
- オリンピック航空 – Miles+Bonus

### ハンガリー
- ウィズエアー –Wizz Discount Club

### アイスランド
- アイスランド航空 –Saga Club
- WOWエア –WOWクラブ

### アイルランド
- エアリンガス –Aer Club

### イタリア
- エア・ドロミティ – Miles & More
- アリタリア-イタリア航空 – MilleMiglia
- アリタリア・シティライナー – MilleMiglia
- メリディアナ -Meridiana Club

### ラトビア
- エア・バルティック - PINS

### ルクセンブルク
- ルクスエア – Miles & More

### マルタ
- マルタ航空 –Flypass

### モルドバ
- モルドバ航空 –エアクラブ

### モンテネグロ
- モンテネグロ航空 –ビジョンチーム

### オランダ
- KLMオランダ航空 – Flying Blue
- KLMシティホッパー – Flying Blue

### ノルウェー
- フライビー・フィンランド –Finnair Plus
- ノルウェー・エアシャトル –Norwegian Reward
- スカンジナビア航空 – EuroBonus
- ヴィデロー航空 – EuroBonus

### ポーランド
- LOTポーランド航空 – Miles & More

### ポルトガル
- TAPポルトガル航空 –ビクトリアマイル

### ルーマニア
- タロム航空 –Flying Blue
- カルパトエア –Frequent Flyer
- Blue Air –My Blue Air

### ロシア
- アエロフロート・ロシア航空 – アエロフロートボーナス
- Globus Airlines –S7 Priority
- ノルダヴィア -ゴールデンマイル
- S7航空 –S7 Priority
- ウラル航空 –Wings
- UTエアー –Status

### セルビア
- エア・セルビア –エティハドゲスト

### スロベニア
- アドリア航空 – Miles & More

### スペイン
- エア・ヨーロッパ (スペイン) –Flying Blue
- エア・ノストラム – イベリアプラス
- Binter Canarias – Binter Más
- イベリア航空 – イベリアプラス
- イベリア・エクスプレス – イベリアプラス
- ブエリング航空 – イベリアプラス & Punto

### スウェーデン
- スカンジナビア航空 – EuroBonus
- Braathens Regional –BRA Vänner

### スイス
- エーデルワイス航空 – Miles & More
- スイス インターナショナル エアラインズ – Miles & More

### ウクライナ
- ウクライナ国際航空 –パノラマクラブ
- ドニプロアヴィア –ボーナスクラブ

### イギリス
- Aurigny – Frequent Flyer
- BAシティフライヤー – エグゼクティブクラブ
- ブリティッシュ-エアウェイズ – エグゼクティブクラブ
- Flybe –Avios Travel Programme
- Jet2.com –My Jet2 Travel Club
- ヴァージン・アトランティック航空 –フライングクラブ

## 中東

### アフガニスタン
- アリアナ・アフガン航空 – Ariana Miles
- カーム航空– Go Orange
- Safi Airways – Saffron Rewards

### アゼルバイジャン
- アゼルバイジャン航空 –AZALマイル

### バーレーン
- ガルフ・エア –Falconflyer

### エジプト
- エジプト航空 –Egyptairプラス
- エジプト航空エクスプレス –Egyptairプラス

### イラン
- マーハーン航空 –Mahan & Miles
- イラン航空 –SkyGift

### イスラエル
- エル・アル航空 –Matmidクラブ
- UP –Matmidクラブ

### ヨルダン
- ロイヤル・ヨルダン航空 –ロイヤルプラス
- Royal Wings  –ロイヤルプラス

### クウェート
- クウェート航空 オアシスクラブ

### レバノン
- ミドル・イースト航空 –Cedar Miles

### オマーン
- オマーン・エア -シンドバッド

### カタール
- カタール航空 – Privilege Club

### サウジアラビア
- サウディア –Alfursan
- フライナス –Nasmiles

### シリア
- シリア・アラブ航空 –SyrianAir Frequent Flyer

### トルコ
- AnadoluJet – iles & Smiles
- アトラスグローバル –AtlasMiles
- Onur Air  –Onur追加
- ペガサス航空 –ペガサスプラス
- サンエクスプレス –SunPoints
- ターキッシュ エアラインズ – Miles & Smiles

### アラブ首長国連邦
- エミレーツ航空 – Skywards
- エティハド航空 – エティハドゲスト

### イエメン
- イエメニア - Sama Club

## アジア

### バングラデシュ
- ビーマン・バングラデシュ航空 -iman Loyalty Club
- NovoAir -Smiles

### ブータン
- ロイヤルブータン航空 –My Happiness Reward

### 中国
- 中国国際航空 –フェニックスマイル
- 中国東方航空 –イースタンマイル
- 中国南方航空 –スカイパールクラブ
- 中国聯合航空 -イースタンマイル
- 重慶航空 -スカイパールクラブ
- 大連航空 -フェニックスマイル
- 深圳東海航空 –シーガルクラブ
- 福州航空 - Fortune Wings Club
- 大新華航空 - Fortune Wings Club
- GX航空  - Fortune Wings Club
- 海南航空 - Fortune Wings Club
- 河北航空 –イーグルカード
- 江西航空 –白鷺クラブ
- 吉祥航空 –Juneyao Air Club
- 昆明航空 – Exclusive Club
- 雲南祥鵬航空 – Fortune Wings Club
- 奥凱航空 – Fortune Wings Club
- 青島航空 - Air&Sea Club
- 山東航空 –フェニックスマイル
- 上海航空 –イースタンマイル
- 深圳航空 –フェニックスマイル
- 四川航空 –ゴールデンウィークサーパンダクラブ
- 春秋航空 – Spring Pass
- 天津航空 – Fortune Wings Club
- チベット航空 –フェニックスマイル
- 厦門航空  –白鷺クラブ
- 金鵬航空- Fortune Wings Club

### 香港
- キャセイパシフィック航空 – アジアマイル & マルコポーロクラブ
- キャセイドラゴン航空 – アジアマイル & マルコポーロクラブ
- 香港航空 – Fortune Wings Club
- 香港エクスプレス航空 –Reward U

### インド
- エアアジア・インディア – BIG
- エア・インディア –フライング・リターンズ
- Air India Regional  –フライング・リターンズ
- ジェットエアウェイズ – JetPrivilege[1]
- JetKonnect – JetPrivilege
- ビスタラ -Club Vistara
- スパイスジェット -スパイスクラブ

### インドネシア
- バティック・エア –Batik Frequent Flyer
- シティリンク –Citilinkers
- ガルーダ・インドネシア航空 –ガルーダマイルズ
- インドネシア・エアアジア – BIG
- インドネシア・エアアジア X  – BIG
- ライオンエア –ライオンパスポート

### 日本
- 全日本空輸・ANAウイングス・エアージャパン–ANAマイレージクラブ
- 日本航空・ジェイエア・日本トランスオーシャン航空 – JALマイレージバンク
- AIRDO – My AirDo
- エアアジア・ジャパン - エアアジアBIGメンバー
- 天草エアライン – AMXポイントカード
- ソラシドエア – Solaseed Smile Club
- スターフライヤー – Starlink Members

### カザフスタン
- エア・アスタナ – ノマドクラブ

### キルギス
- エアビシュケク – ベレボーナス

### ラオス
- ラオス国営航空 – Champa Muang Lao

### マカオ特別行政区
- 澳門航空 – フェニックスマイル

### マレーシア
- エアアジア – BIG
- エアアジア X – BIG
- ファイアフライ – BonusLink
- マレーシア航空 –エンリッチ
- マリンド・エア –Malindo Miles
- MASwings –Enrich

### モンゴル
- エアロモンゴル –スカイマイル
- フンヌ・エア –Hunnuクラブ
- MIATモンゴル航空 ブルースカイモンゴル

### ミャンマー
- バガン航空 –ロイヤルロータスプラス
- ミャンマー国際航空 –Sky Smiles Club
- ヤンゴン航空 エリートクラブ

### フィリピン
- セブパシフィック –Getgo
- エアアジア・フィリピン –BIG
- PAL エクスプレス –マブハイ・マイルズ
- フィリピン航空 –マブハイ・マイルズ

### パキスタン
- パキスタン国際航空 -PIA Awards Plus+
- Airblue – Blue Miles
- エアインダス - インダスマイル

### シンガポール
- シルクエアー – クリスフライヤー
- シンガポール航空 – クリスフライヤー

### 韓国
- アシアナ航空 – アシアナクラブ
- エアプサン – Fly & Stamp
- ジンエアー - Nabiポイント
- 大韓航空 – スカイパス
- チェジュ航空 – Refresh Point

### スリランカ
- シナモンエア – FlySmiLes
- スリランカ航空 – FlySmiLes

### 台湾
- チャイナエアライン –ダイナスティ・フライヤー
- マンダリン航空 -ダイナスティ・フライヤー
- エバー航空 –インフィニティ・マイレージランド
- ユニー航空 -インフィニティ・マイレージランド

### タイ
- バンコク・エアウェイズ –FlyerBonus
- タイ・エアアジア  – BIG
- タイ・エアアジア X – BIG
- タイ国際航空 –ロイヤルオーキッドプラス
- タイ・スマイル –ロイヤルオーキッドプラス
- ノックエア –ノック-ファンクラブ

### ウズベキスタン
- ウズベキスタン航空 –UzAirPlus

### ベトナム
- ベトナム航空 – ロータスマイルズ

## アフリカ

### アルジェリア
- アルジェリア航空 –エアアルジェリアプラス

### エチオピア
- エチオピア航空 –Shebaマイル

### コートジボワール
- エール・コートジボワール –sMiles Program

### ケニア
- ケニア航空 – Flying Blue

### リビア
- アフリキヤ航空 –Rahal

### マダガスカル
- マダガスカル航空 –Namako

### モーリシャス
- モーリシャス航空 –フライヤーケストレル

### モロッコ
- ロイヤル・エア・モロッコ –Safar Flyer

### モザンビーク
- LAMモザンビーク航空 –クラブフラミンゴ

### ナミビア
- ナミビア航空 –Reward$

### レユニオン
- エール・オーストラル –Capricorne Program

### ルワンダ
- ルワンダ航空 –ドリームスマイル

### セーシェル
- セーシェル航空 – エティハドゲスト

### 南アフリカ共和国
- コムエアー – フライング-ブルー
- Mango – ボイジャー
- エアリンク – ボイジャー
- 南アフリカ航空 – ボイジャー
- 南アフリカエキスプレス – ボイジャー

### タンザニア
- プレシジョンエア –PAAロイヤル

### トーゴ
- ASKY航空 –ASKYクラブ

### チュニジア
- チュニスエア –Fidelys

### ジンバブエ
- エア・ジンバブエ –レインボークラブ

## オセアニア

### オーストラリア
- JetConnect – Qantas Frequent Flyer
- ジェットスター航空 – Qantas Frequent Flyer
- カンタス航空 – Qantas Frequent Flyer
- カンタスリンク – Qantas Frequent Flyer
- タイガーエア・オーストラリア –Infrequent Flyer
- ヴァージン・オーストラリア – Velocity Frequent Flyer
- ヴァージン・オーストラリア・リージョナル航空 – Velocity Frequent Flyer

### フィジー
- フィジー・エアウェイズ – Tabuaクラブ

### フランス領ポリネシア
- エア タヒチ ヌイ – Club Tiare

### ニューカレドニア
- エア・カレドニア・インターナショナル – Flying Blue

### ニュージーランド
- ニュージーランド航空 – Airpoints
- ニュージーランド航空リンク – Airpoints

### パプアニューギニア
- ニューギニア航空 – Destinations

### サモア
- ヴァージン・サモア – Velocity Frequent Flyer

### ソロモン諸島
- ソロモン航空 – Belama Club

### バヌアツ
- バヌアツ航空 – Qantas Frequent Flyer